# Легенде о настанку Власотинца
Према досадашњим археолошким и историјским истраживањима не може се поуздано утврдити време постанка Власотинца. Трагови праисторијских насеља откривени су како у самом Власотинцу, тако и у многим селима од којих помињемо Свође, Горњи Присјан, Самарницу, Добро Поље, као и друга места.
На основу археолошких налазишта на локалитету Власотинца и околних места има елемената да се закључи да је само Власотинце било насељено још у далеком времену византијско-римске цивилизације.

## Забележене чињенице
Прво помињање Власотинца потиче из XII века. У делу „Живот Св. Симеона“, биографији Стефана Немањића, под именом Уска, као крај око реке Власине. Исто тако, село Конопница се помиње у летопису у XV веку.
Подаци за истражена археолошка места потичу из времена владавине Немањића и Косовске битке. Насељено је словенским живљем са Косова, како у Власотинце, тако и околину (Косовски Бољари и други). 
Касније за време окупације од Турака, Власотинце је давало уточисте прогнаним бегунцима из свих крајева Србије, па се сматра да је његово становништво у целини досељеничко. То се види и из порекла становништва, које у досељавању долази из различитих области: жнепољске, динарске, косовске, власинске, вардарско-охридске. У том времену са Косова су дошли: Давинићи, Шушулићи и Сеизовићи. Ћукаловићи, Чочићи и Пешкићи су дошли из Црне Горе, Ишљамовићи и Петровићи из Македоније, Стоиљковићи и Тацини из Бугарске (Трн), а Даскаловићи и Филиповићи из Лужнице, док су се Роми доселили из Врања и Грделице, Пљаскини из Санџака и Црниловићи из Кијева код Сурдулице.

## Легенда о Властином насељу
По једном предању, Власотинце је насељено српским живљем под вођством племенског старешине Власте. Предање бележи да је Власта на месту данашњег Власотинца населио своје саплеменике сточаре, у време „када се је цели народ селио“, дакле у периоду сеобе Словена на балканско полуострво, а то је било у VII и VIII веку. Тада је у Власотинцу подигнуто само седам кућа, а мештани су напасали своја стада на падинама планине Буковик, јер су се претежно бавили сточарством. Ова легенда о постанку Власотинца веродостојна је са етимолошког становишта, јер је насеље добило име по племенском старешини Власти, из којег је касније изведено: Властини, Власотинци и коначно Власотинце.
Према истој легенди, Мирослав Младеновић забележио је од старијих људи седамдесетих година XX века, да је Власотинце добило назив према некада властели Властимиру-Власти, који се са златним кочијама зауставио у овом крају. Прича се, да су златне кочије закопане на планини Буковик (то је предео обрастао буковом шумом, а захвата потес Букове Главе, са селима Брезовица, Равна Гора, Самарница, Равни дел, Преданца). У почетку се место звало Властимирци, потом Властинци, па Власотинци (а до скора је било на топографским и географским картама Југославије и Србије), потом може се рећи негде у другој половини XX века је добило и званично данашње име Власотинце, јер се лакше изговарало у обичном говору људи овога краја. Прва фамилија (међу оних седам кућа) је фамилија Видосављевић, која се доселила на потесу Смрдан. Кажу да су из Галиције преко Карпата се доселили у Смрдан, брдашца изнад Власотинца.

## Легенда о Власима сточарима
Према другој легенди према сточарима номадима Власима, читава област је добила назив Власина, као и река Власина и само место Власотинце.
Само насеље је дуго живело под именом Властина махала или Властин заселак, где се континуинирано повећавао број становника. Властина моћ је ојачала, не само у Власотинцу, него и у околини, па је тако и назив места остао да се памти, док су ранији називи били заборављени. Све то је трајало до пропасти Српске деспотије, иако су пре њене пропасти многи становници Власотинца и околине узели учешће у устанку Николе Скобаљића (1454. године у устанку против Турака) у одбрани Деспотовине, коју нису успели да одбране.